# Olympic Green Tennis Center

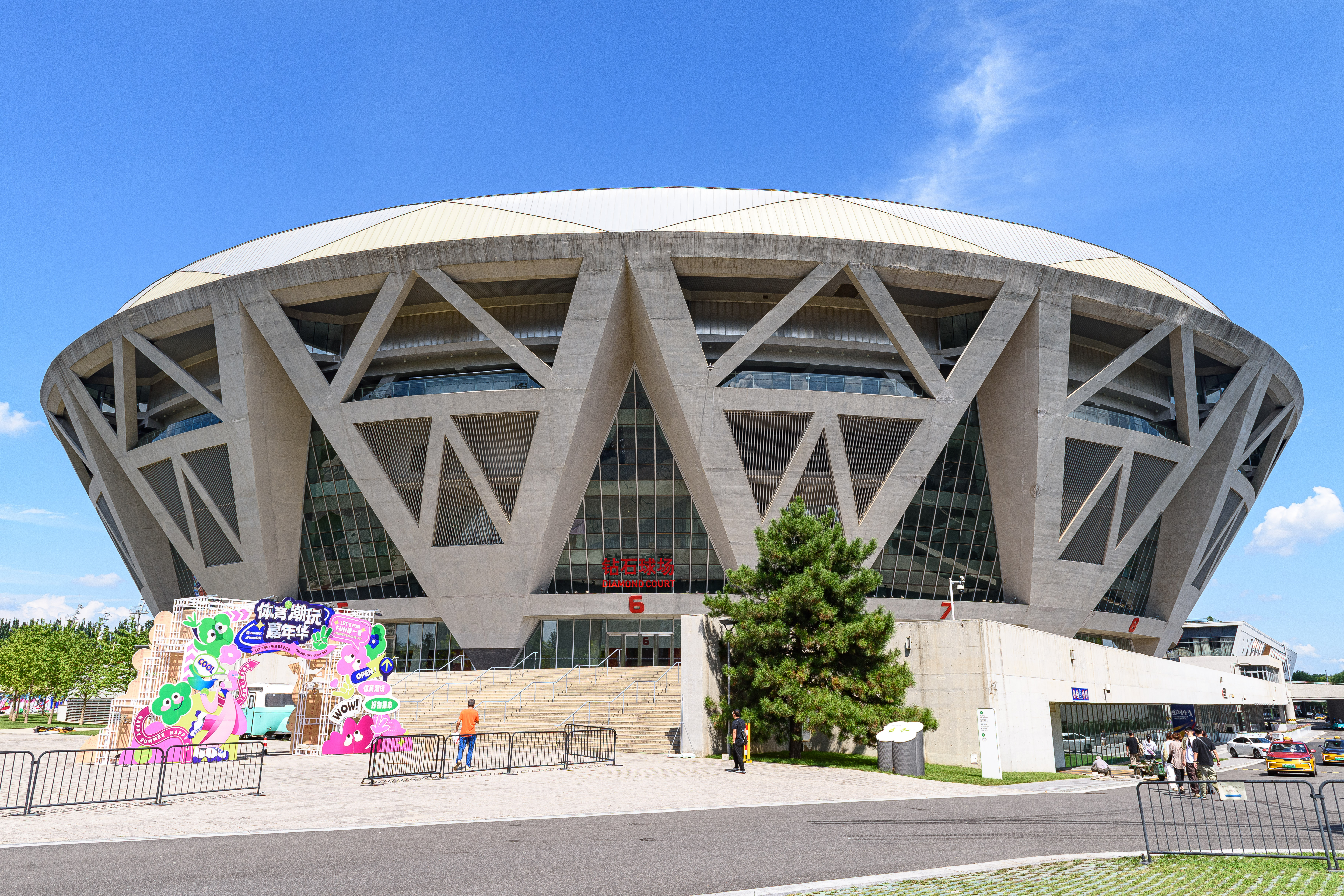
Le court central de l'Olympic Green Tennis Center.

L'Olympic Green Tennis Center (en chinois : 国家网球中心), situé à Pékin, est un complexe de courts de tennis, aussi connu sous le nom de National Tennis Center.
Ce centre a notamment accueilli les épreuves de tennis lors des Jeux olympiques d'été de 2008 en Chine.
Depuis 2009, le centre accueille l'Open de Chine, épreuve mixte des circuits professionnels WTA et ATP et tournoi de tennis le plus important organisé en Chine.